# Бронзовка зелёная малая
Бронзовка зелёная малая или бронзовка сходная, или бронзовка аффинис (Protaetia affinis), — жук из семейства пластинчатоусых (Scarabaeidae).

## Описание

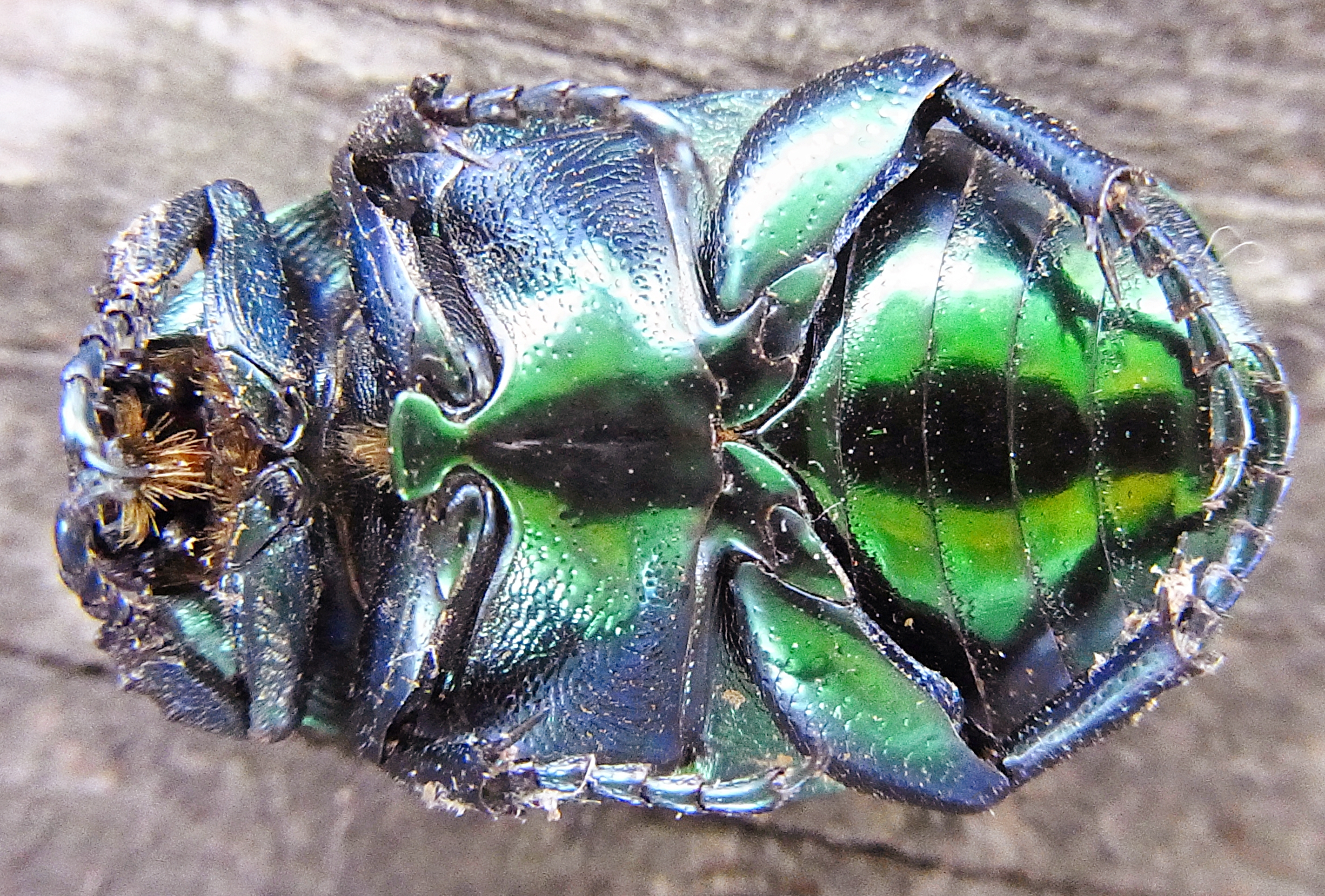
Низ тела

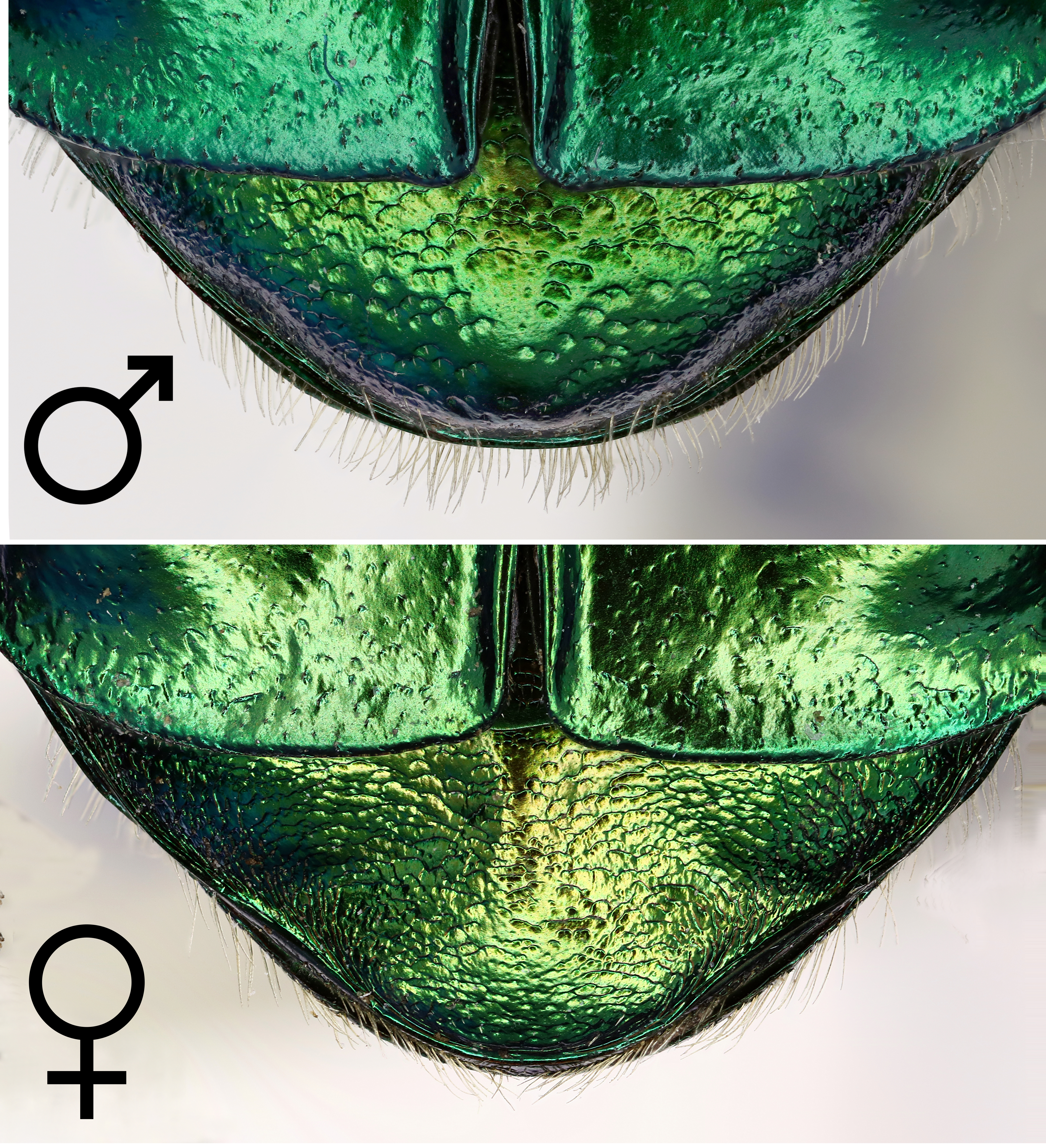
Пигидий самца и самки

Жуки с длиной тела 16-25 мм. Окраска блестящая, сверху — зелёная или золотисто-зелёная; низ тела и ноги — с сильным фиолетовым либо синим отливом. Тело несколько удлиненное, довольно широкое, заметно суженное кзади, умеренно выпуклое. Верх тела лишён волосков и белых пятен (крайне редко может быть маленькое точкообразное пятнышко белого цвета на надкрыльях в основании заднего околошовного вдавления). Наличник прямоугольный, удлиненный, с сильно приподнятым, передним краем и выраженными боковыми ребрами, сверху почти ровный, покрытый густыми крупными, часто практически сливающимися морщинистыми точками. Темя и затылок также покрыты такими же крупными, но заметно менее густыми точками. Переднеспинка суживается кпереди, покрыта в мелких редких точках, у боковых краев в более крупных, но не густых, частично дуговидных точках. Передний край переднеспинки посредине без выпуклости, а её передние и задние углы тупые. Надкрылья сужаются назад, с крышевидно приподнятым швом и слегка вытянутыми назад шовными углами. Межшовный промежуток гладкий. Пространство около него гладкое, покрытое очень мелкими редкими точками, снаружи отграничено двумя рядами дуговидных точек. Заднее околошовное вдавление с двумя продольными рядами дуговидных точек, с довольно многочисленными разбросанными, такими же, как в рядах, дуговидными точками. Пигидий самца равномерно выпуклый, у самки — слабо выпуклый, по бокам с двумя глубокими косыми вдавлениями. Бока груди покрыты густыми дуговидными морщинками и редкими волосками. Передний отросток среднегруди широкий, почти треугольный, с прямым передним краем, отчетливо выдаётся за средние тазики, покрыт единичными мелкими точками. Передние голени с 3 зубцами снаружи, средний из которых приближен к вершинному. Колени всех лапок с белым пятнышком.

### Изменчивость

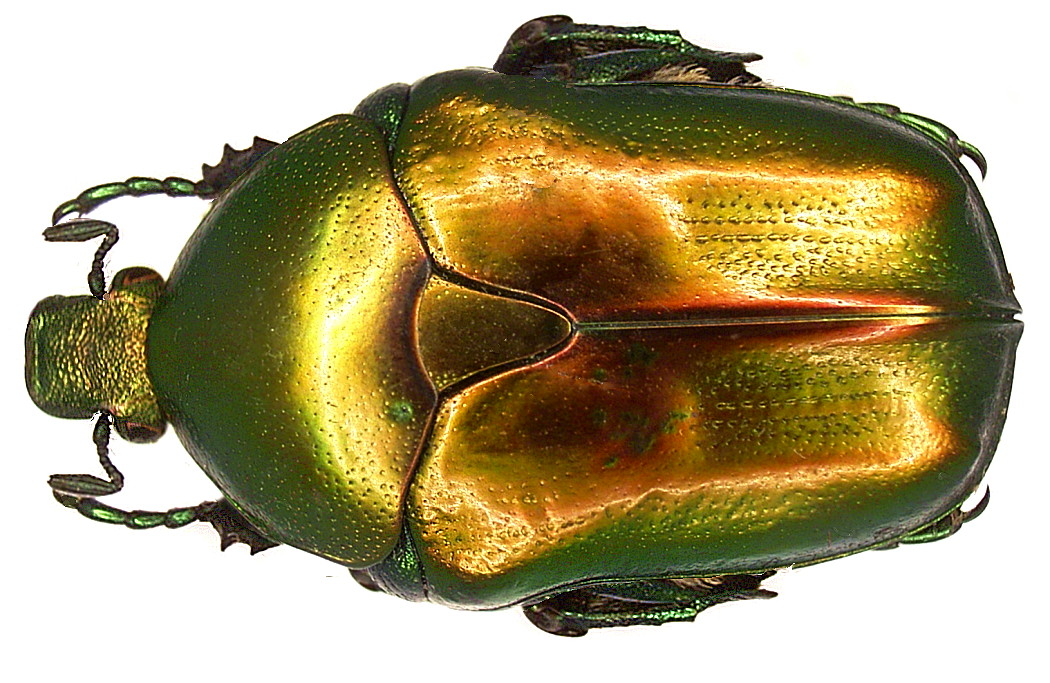

- Ab. pyrochroa — отличается яркой медно-красной или золотисто-зеленой окраской с красным отливом верхней стороны тела и зеленой, иногда с красноватым отливом нижней стороной.
- Ab. cupreonigra — тело одноцветно чёрное, с сильным блеском и слабым медным отливом (Сардиния, Крым: Ялта).
- Ab. pyrodera — верхняя сторона тела золотисто-зеленая, затылок переднеспинка и щиток пурпурово-красного цвета, нижняя сторона тела сине-зеленая или синяя.
- Ab. ignicolor — верхняя сторона тела огненно-красная, нижняя — с красным отливом, иногда золотисто-красным. На надкрыльях маленькое белое пятнышко
- Ab. mirifica — верхняя и нижняя сторона тела фиолетово-синие, синие или сине-зеленые, надкрылья порой могут быть с красноватым отливом (южная Франция, Италия Корсика, Сардиния, Сицилия).
- Ab. semiazurea — переднеспинка и щиток ярко-пурпурово-красного цвета, надкрылья фиолетово-синие, околощитковое пространство и наружные ребра темно-зеленоватые, затылок и пигидий золотисто-красноватый, нижняя сторона тела и ноги сине-фиолетовые (Центральный Тавр).

## Ареал
Ареал вида охватывает часть лесной, лесостепную и степную зоны в пределах Средней и Южной Европы, Бельгии и Франции до Пиренейского, Апеннинского и Балканского полуостровов, Корсики, Сардинии, Сицилии, Крита, юга Белоруссии, Молдовы, Украины, Крыма, а также Кавказ, Северный Иран (Гилян, Мазендеран, Горган), Туркменистан в районе Копет-Дага (Арчман).
Северная граница ареала проходит через юг Белоруссии, Черниговскую область, Сумы, Белгородскую область, юг Воронежской области, Волгоград, откуда далее узкой полосой ареал простирается по пойме Волги доходя до ее дельты. Южная граница идет от Измаила и Днестровского лимана на Кропивницкий, Днепр, Ростовскую область, и далее к Волгограду. В дальнейшем на юг, в степной зоне, ареал является прерванным, и вид вновь обнаруживается только в горном Крыму — от Алупки до Карадага, в Предкавказье (от Анапы, Краснодара, Армавира, Нальчика и дальше вдоль северных склонов Кавказского хребта до Дербента). Далее на юг ареал вида простирается по всему Закавказью.

## Биология
Жуки встречаются в широколиственных лесах и садах, где попадаются преимущественно на опушках и полянах. В открытых ландшафтах вид не встречается. Обитает как на равнинах, так и в горах, где поднимается до высоты 2000 метров над уровнем моря.
В лесостепной зоне и в южном Полесье жуки встречаются с середины мая до конца октября, в Закавказье — в мае-августе. Преимущественно встречаются с конца мая до середины июля. В годы с теплой осенью в сентябре встречаются отдельные жуки нового поколения, вышедшие из куколки до перезимовки. Жуки встречаются на цветах, которыми питаются, чаще всего на бузине, чубушнике, свидине, мальвах, сирени, держи-дереве. Попадаюся также часто на деревьях с вытекающим древесным соком. На Украине, В Крыму и Кавказе является довольно обычным, но не массовым видом.
Личинка развивается в муравейниках родов Formica и Camponotus, которые находятся в пнях, гнилой древесине либо в земле.